# Sjamozero
Het Sjamozero, in het Russisch: Сямозеро (ook wel Самозеро) (Fins: Säämäjärvi, Karelisch: Seämärvi) is een meer in Karelië in het noordwesten van Rusland. Het meer ligt ten westen van Petrozavodsk, de hoofdstad van de autonome republiek Karelië.
Het water van het meer Sjamozero vloeit via de rivier Sjoeja af naar het Onegameer, dat via de rivier Svir, het Ladogameer en de Neva op de Finse Golf afwatert.